# AMS (기업)
주식회사 AMS는 대한민국의 자동차 부품 제조 기업으로, 체시스의 자회사이다.
사명인 AMS는 Advanced Mobility Solutions의 약자이다.

## 역사
2011년 12월 29일에 분할회사인 주식회사 MSHC로부터 자동차부품 제조부문이 물적분할되어 설립되었다.